# Scopelogena bruynsii
Scopelogena bruynsii är en isörtsväxtart som beskrevs av C. Klak. Scopelogena bruynsii ingår i släktet Scopelogena och familjen isörtsväxter. Inga underarter finns listade i Catalogue of Life.